# Karine Polwart

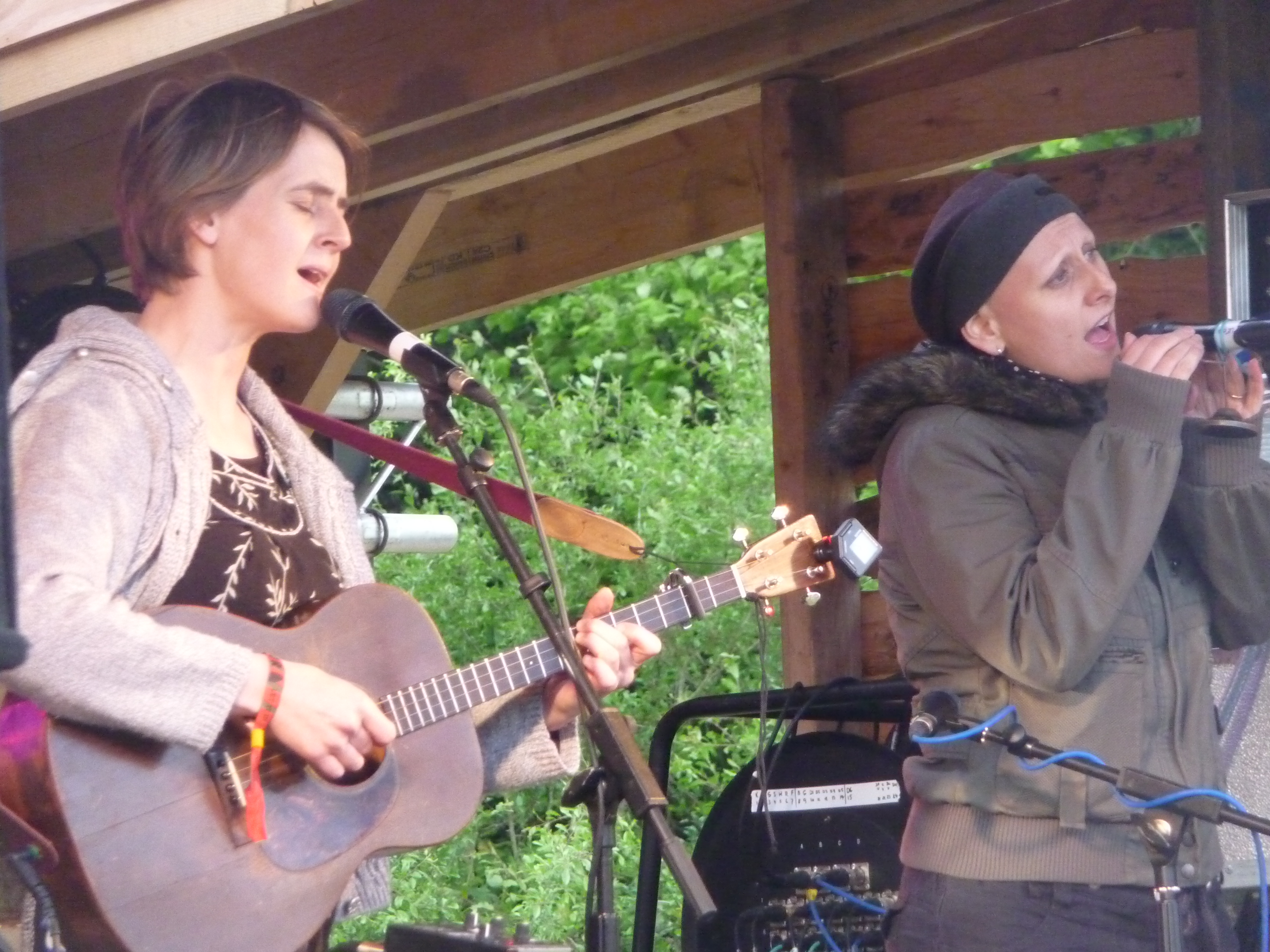
Karine Polwart (links), 2009

Karine Polwart (* 23. Dezember 1970) ist eine schottische Folk-Singer-Songwriterin.

## Biografie
Nach ihrem Schulabschluss studierte Polwart Philosophie in Kanada und Glasgow. Dies unterrichtete sie danach in einer Grundschule.
Sie engagierte sich bei der Kampagne „Womens Aid“ bis 2000. Seither widmet sie sich wieder mehr der Musik.
Bevor Polwart 2004 ihre Solokarriere startete, war sie bei den Bands Malinky und Battlefield Band tätig gewesen. Zudem hat sie mit David Knopfler und Roddy Woomble zusammengearbeitet.
2005 gewann Karine Polwart drei BBC Radio 2 Folk Awards für Best Album und Best Original Song sowie den Horizon Award, 2007 Best Original Song für ihren Song Daisy. Zudem gewann sie 2003 den Scots Trad Music Award als beste Sängerin.
Am 29. Mai 2007 kam ihr Sohn Arlo zur Welt.

## Texte
Ihre Lyrik ist eine liebevolle Kombination aus Liebe, Glück und Philosophie. Es geht um Lebenswünsche, Ängste, Neugier, Selbsteinschätzung, Schmerzen, Wertschätzung und Beobachtungen zum Leben und dem Kontakt zu Mitmenschen. Dabei trifft sie einen Ton zwischen Zuversicht und Schmerzverarbeitung.
„Don’t know why, but I’ve always wanted to understand other people’s experiences and beliefs and always wanted to question why things are the way they are.“
„I suppose I think I have something to say about living in this world.“ schreibt sie auf ihrer eigenen Webseite.

## Diskografie
- Faultlines (2004)
- Pulling Through EP (2005)
- Scribbled in Chalk (2006)
- Fairest Floo’er (2007)
- This Earthly Spell (2008)
- Traces (2012)
- Scottish Songbook (2019)
- Still as Your Sleeping (2021)
- Looking for the Thread (2025; mit Mary Chapin Carpenter & Julie Fowlis)